# Saula
Saula – wieś w Estonii, w prowincji Harju, w gminie Kose.